# ادیس
ادیس گورگولو (به ترکی استانبولی: Edis Görgülü) (زادهٔ ۲۸ نوامبر ۱۹۹۰)، یک خواننده سبک پاپ ترک است. او در لندن به دنیا آمده و در ازمیر بزرگ شده است.

## پیشینه
وی در دوران تحصیل در دبیرستان و دانشگاه، دروس موسیقی را گذراند. پس از ثبت نام در دانشکده ارتباطات دانشگاه گالاتاسرای، در استانبول اقامت گزید و بلافاصله سعی کرد با افراد مختلف برای ساخت آلبوم تماس بگیرد، اما موفق نشد. در همین حین بازیگری را آغاز کرد و در سریال های تلویزیونی ایفای نقش کرد. در سال‌هایی که بازیگری را دنبال می‌کرد، از مدیرش پیشنهاد ساخت آلبوم گرفت.
پس از انتشار تک‌آهنگ‌های متعدد، ادیس اولین آلبوم استودیویی خود را در مارس ۲۰۱۸ منتشر کرد. اولین تک‌آهنگ او «Benim Ol» که در مارس ۲۰۱۴ منتشر شد، موفقیت‌آمیز بود و در رتبه دوم "۲۰ آهنگ برتر ترکیه" قرار گرفت. تک‌آهنگ‌های بعدی او «Dudak (۲۰۱۶) و Çok Çok (۲۰۱۷)» نیز در رتبه دوم جدول قرار گرفتند و پس از آن "Roman" که موفق شد رتبه اول را کسب کند. او تا به امروز جوایز متعددی از جمله جایزه موسیقی ترکیه را از آن خود کرده و نامزدی های مختلفی را نیز دریافت کرده است.